# ペガサス航空
ペガサス航空（ペガサスこうくう、トルコ語: Pegasus Hava Yolları英語: Pegasus Airlines）はトルコの格安航空会社である。また、IATAに加盟している航空会社でもある。

## 沿革
- 1989年12月1日、エアリンガスと提携し、ツアーチャーター会社として設立。
- 1990年4月15日に2機のボーイング737-400で運航を開始した。
- 1990年8月、イラクのクウェート侵攻でトルコの観光業界は大きな影響を受け、それと同時に同社にも打撃を与えた。
- 1992年、観光需要の回復を受け、3機目のボーイング737-400導入し、さらにエアバスA320をリース導入した。
- 1994年、エアリンガスが経営から撤退。
- 1997年9月4日、ボーイング737-800を発注。
- 2005年1月、ESASホールディングスがペガサス航空を買収し、アリ・サバンチが会長に就任した。
- 2005年3月、ツアーチャーター会社から、格安航空会社に業態を変更。
- 2011年、エアベルリンと共同で、チャーター会社のエアベルリン・トルコを設立。
- 2012年、エアバスA320neoとエアバスA321neoを合計で最大100機発注する契約を締結した[2]
- 2012年6月、キルギスの航空会社エアマナスの株式49%を買収した。
- 2013年、エアベルリン・トルコを買収。
- 2018年、エアバスA380を発注したが、後に注文を取り消した。
- 2022年8月、データ侵害の被害を受け、多数の内部パスワードや乗務員の個人情報など、6.5TB以上のデータが流出した。

## 就航都市
2015年現在（イズ・エアーとペガサス・アジアが就航している都市も含む）。ヨーロッパのみならず中央アジアや西アジアにも路線網を広げている。

### アフリカ
エジプト
- フルガダ（フルガダ国際空港）
- シャルム・エル・シェイク（シャルム・エル・シェイク国際空港）

### アジア
中央アジア
 カザフスタン
- アルマトイ（アルマトイ国際空港）

 キルギス
- ビシュケク（マナス国際空港）
- オシ（オシ空港）

 タジキスタン
- ドゥシャンベ（ドゥシャンベ国際空港）
- ホジェンド（ホジェンド）

南アジア
 インド
- デリー（インディラ・ガンディー国際空港）

西アジア
 バーレーン
- マナーマ（バーレーン国際空港）

 イラン
- テヘラン（エマーム・ホメイニー国際空港）

 イラク
- アルビール（アルビール国際空港）

 イスラエル
- エイラート(オブダ国際空港)
- テルアビブ（ベン・グリオン国際空港）

 カタール
- ドーハ（ハマド国際空港）

 クウェート
- クウェートシティ（クウェート国際空港）

 レバノン
- ベイルート（ラフィク・ハリリ国際空港）

 アラブ首長国連邦
- ドバイ（ドバイ国際空港）

### ヨーロッパ
東ヨーロッパ
 アルバニア
- ティラナ（ティラナ国際空港（マザー・テレサ空港））

 オーストリア
- ウィーン（ウィーン国際空港）

 ボスニア・ヘルツェゴビナ
- サラエヴォ（サラエヴォ国際空港）

 チェコ
- プラハ（ヴァーツラフ・ハヴェル・プラハ国際空港）

 ジョージア
- クタイシ（ダヴィト・ザ・ビルダー・クタイシ国際空港）
- トビリシ（トビリシ国際空港）

 ハンガリー
- ブダペスト（リスト・フェレンツ国際空港

 コソボ
- プリシュティナ（プリシュティナ国際空港）

 北マケドニア
- スコピエ（スコピエ・アレクサンダル・ザ・グレート空港）

 北キプロス（ キプロス）
- ニコシア（エルジャン国際空港）

 ルーマニア
- ブカレスト（アンリ・コアンダ国際空港）

 ロシア
- グロズヌイ(グロズヌイ空港)
- クラスノダール（クラスノダール国際空港）
- ミネラーリヌィエ・ヴォードィ（ミネラーリヌィエ・ヴォードィ空港）
- モスクワ（ドモジェドヴォ空港）
- ノヴォシビルスク（トルマチョーヴォ空港）
- エカテリンブルク（コルツォヴォ国際空港）

 セルビア
- ベオグラード（ベオグラード・ニコラ・テスラ空港）

 ウクライナ
- ハルキウ（ハルキウ国際空港）
- リヴィウ（リヴィウ国際空港）

北ヨーロッパ
 デンマーク
- コペンハーゲン（コペンハーゲン空港）
- ビルン(ビルン空港)

 ノルウェー
- オスロ（オスロ空港）

 スウェーデン
- ストックホルム（ストックホルム・アーランダ空港）

西ヨーロッパ
 ベルギー
- ブリュッセル（ブリュッセル国際空港）
- ブリュッセル/シャルルロワ（ブリュッセル・サウスシャルルロワ空港）

 フランス
- リヨン（リヨン・サン＝テグジュペリ国際空港）
- リヨン/サン＝テティエンヌ（サン＝テティエンヌ・ブテオン空港）
- マルセイユ（マルセイユ・プロヴァンス空港）
- ニース（コート・ダジュール空港）
- パリ（パリ＝オルリー空港）

 ドイツ
- ベルリン（ベルリン・シェーネフェルト国際空港）
- ケルン/ボン（ケルン・ボン空港）
- デュッセルドルフ（デュッセルドルフ空港）
- エアフルト（エアフルト・ヴァイマール空港）
- フランクフルト（フランクフルト空港）
- ハンブルク（ハンブルク国際空港）
- ハノーファー（ハノーファー空港）
- ライプツィヒ（ライプツィヒ・ハレ空港）
- ミュンヘン（ミュンヘン国際空港）
- ミュンスター/オスナブリュック（ミュンスター・オスナブリュック国際空港）
- ニュルンベルク（ニュルンベルク空港）
- シュトゥットガルト（シュトゥットガルト空港）

 ギリシャ
- アテネ（アテネ国際空港）

 イタリア
- ボローニャ（ボローニャ・ボルゴ・パニゴーレ空港）
- ミラノ（ミラノ・マルペンサ空港）
- ミラノ/ベルガモ（ベルガモ・オーリオ・アル・セーリオ空港）
- ローマ（フィウミチーノ空港）

 オランダ
- アムステルダム（アムステルダム・スキポール空港）

 スペイン
- バルセロナ（バルセロナ＝エル・プラット空港）
- マドリード（アドルフォ・スアレス・マドリード＝バラハス空港）

 イギリス
- ロンドン（ロンドン・ガトウィック空港）
- ロンドン（ロンドン・スタンステッド空港）
- マンチェスター（マンチェスター空港）

スイス
- ジュネーヴ(ジュネーヴ空港)

### トルコ国内
- アダナ（アダナ・シャキルパシャ空港）
- アランヤ（ガジバシャ空港）
- アマスィヤ（アマスィヤ・メルジフォン空港）
- アンカラ（エセンボーア国際空港）
- アンタルヤ（アンタルヤ空港）
- イスタンブール（サビハ・ギョクチェン国際空港）（拠点空港）
- イスタンブール（アタテュルク国際空港）
- ガズィアンテプ(ガズィアンテプ空港)
- コンヤ(コンヤ空港)
- ムシュ(ムシュ空港)

## 共同運航
- KLMオランダ航空
- アリタリア-イタリア航空
- フライナス

## 機材
2021年8月現在。
- エアバスA320-200：12機
- エアバスA320neo：42機（13機発注中[4]）
- エアバスA321neo：6機（37機発注中[4]）
- ボーイング737-800：29機

過去の運行機材
- ボーイング737-300
- ボーイング737-400

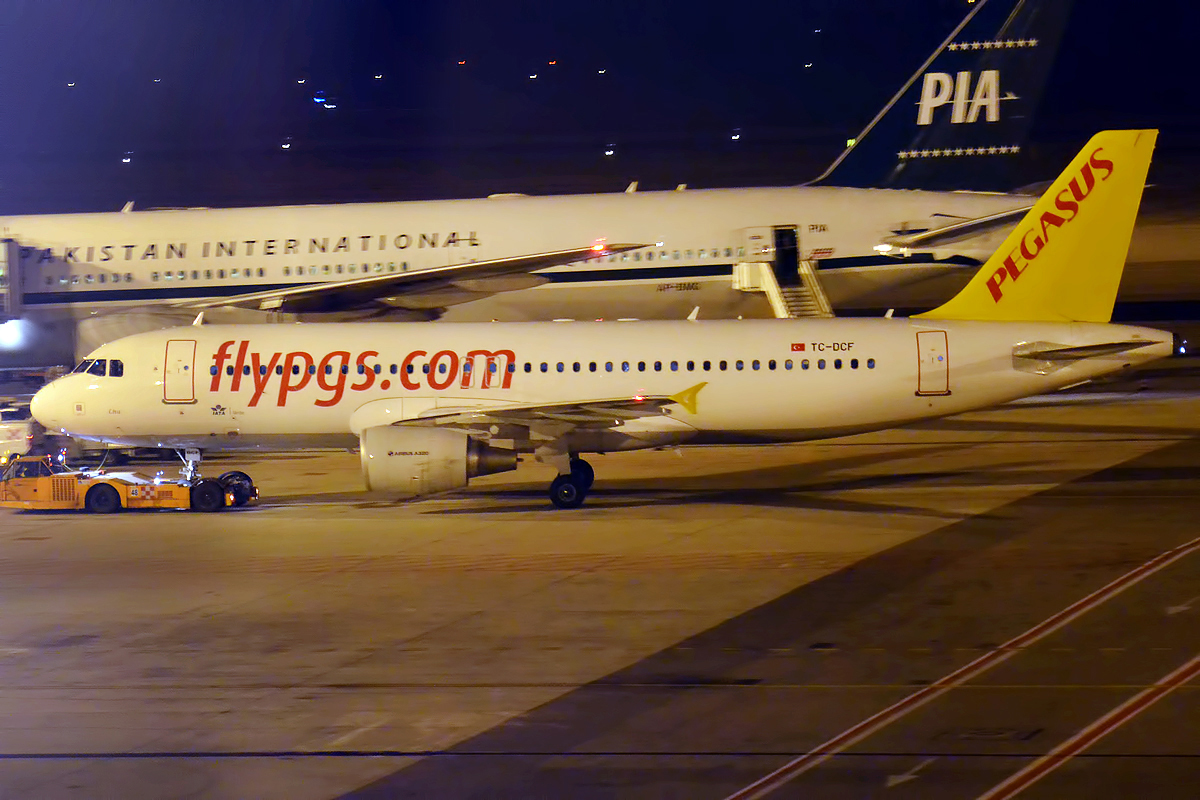
エアバスA320
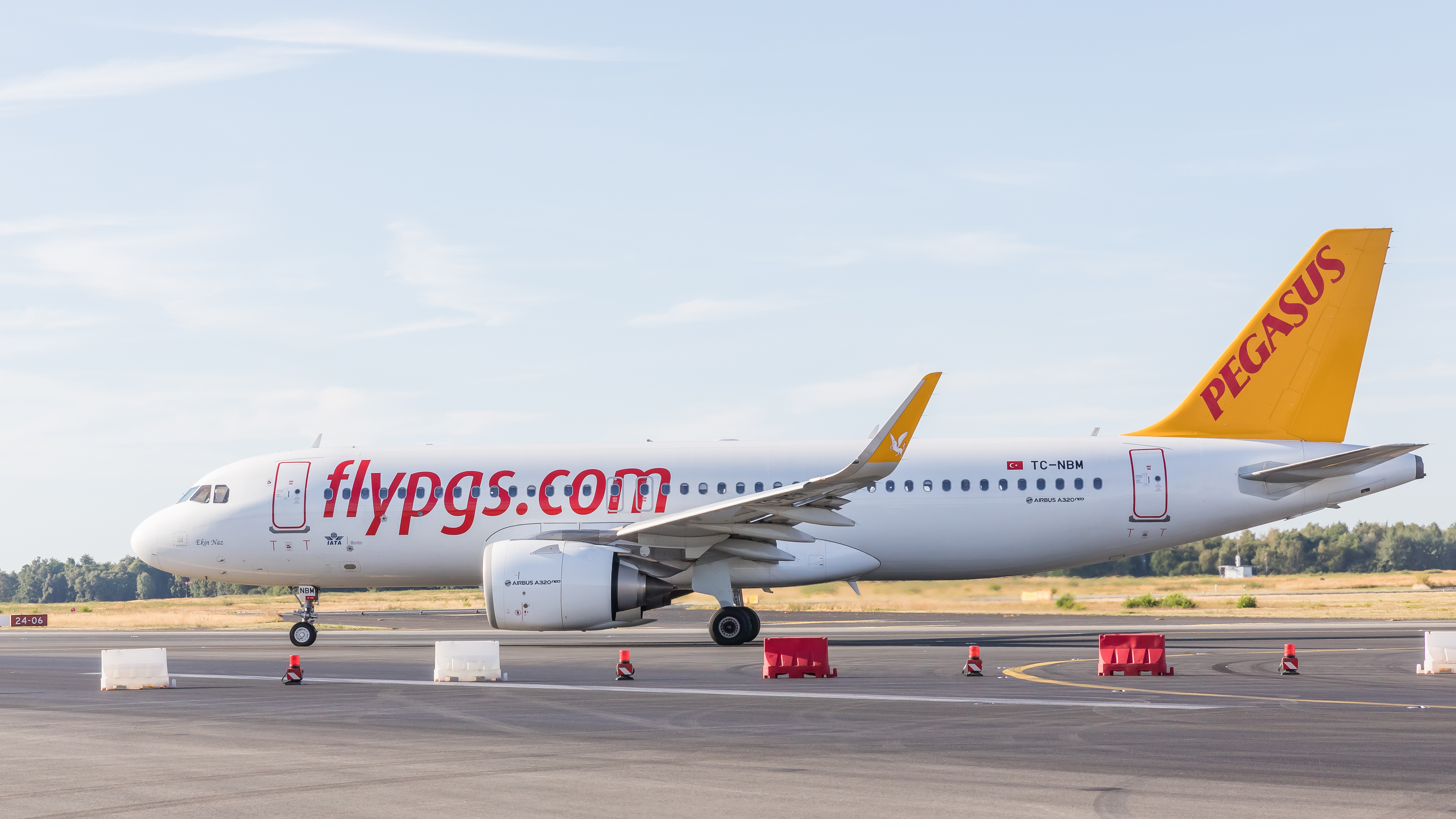
エアバスA320neo
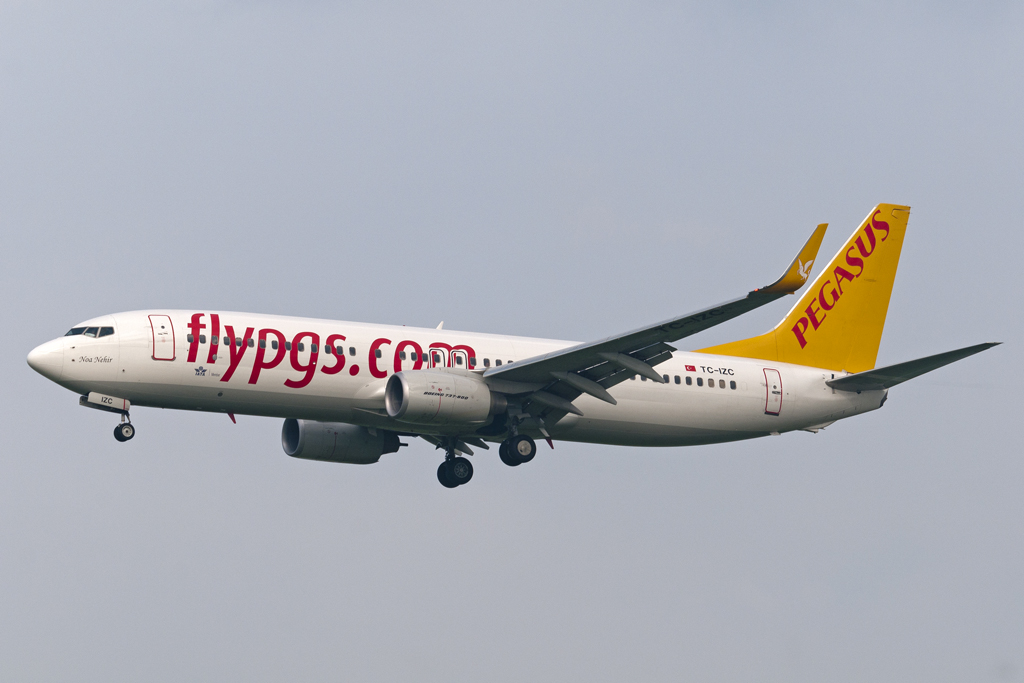
ボーイング737-800
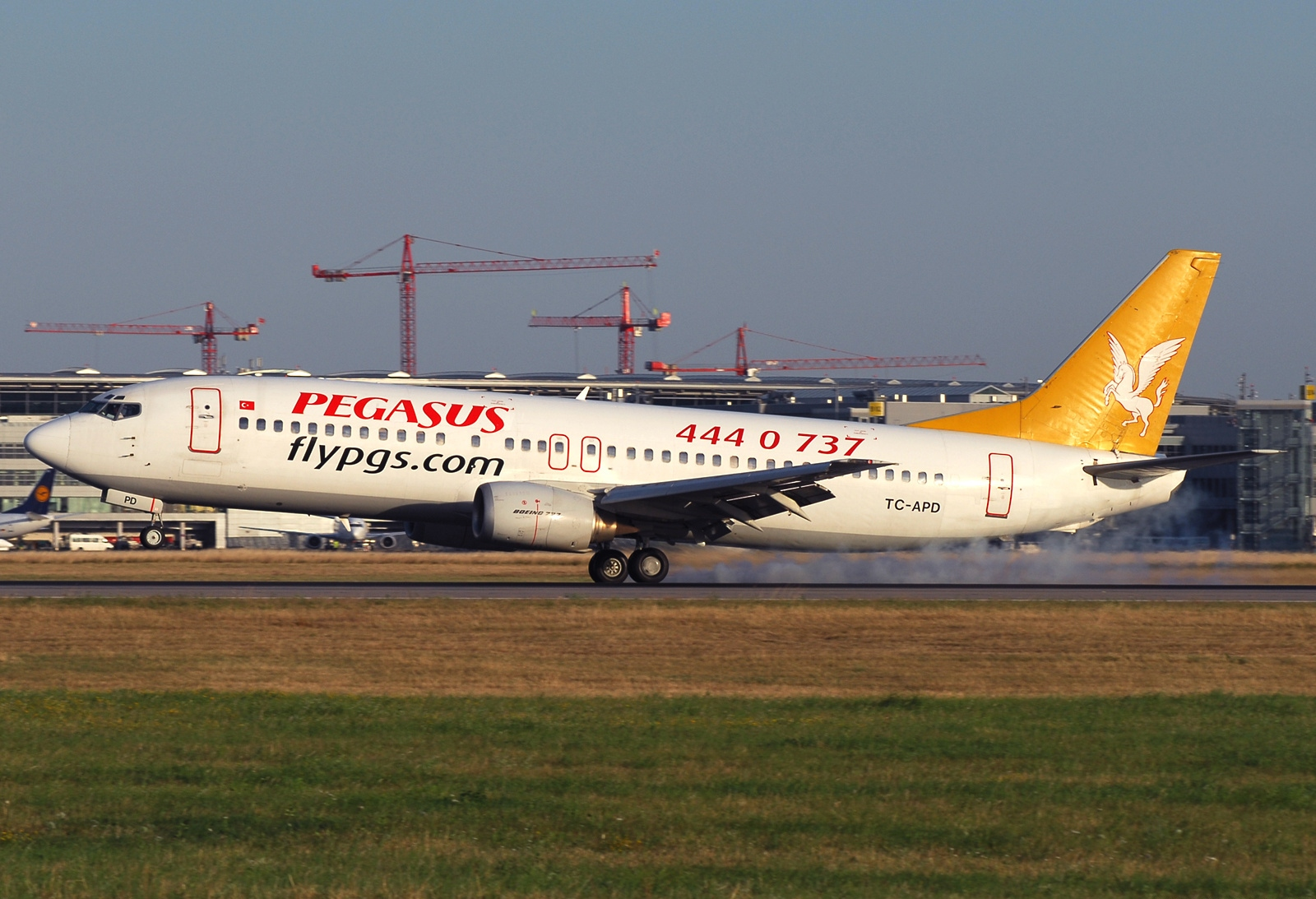
ボーイング737-400(退役済み)

## 機内サービス
基本的には全て有料で提供されている。また機内食の事前予約サービスもあり15種類から選択できる。

## 事故
- 2018年1月13日、23時半頃にトラブゾンの空港に向かっていた国内線8622便（機材はボーイング737-800、TC-CPF）が着陸後、滑走路を大幅に逸脱し、海側の急斜面を滑り落ちる事故が発生した。機体は危うく黒海に落下しかけ、右エンジンは脱落。しかし、乗員乗客168名全員は生還した。原因は調査中[7]。同年1月18日、機体は2機のクレーンにより解体せずに引き上げられた[8]。事故機はトラブゾンで図書館として再利用される計画がある。

- 2020年1月7日、イスタンブール行きの747便がサビハ・ギョクチェン国際空港への着陸時に滑走路をオーバーランした。この事故による死者は無かった[9]。

- 2020年2月5日、イズミルからイスタンブールへ向かっていた2193便（機材はボーイング737-800、TC-IZK）がサビハ・ギョクチェン国際空港への着陸時に滑走路をオーバーランした。乗員乗客183人中3人が死亡し、179人が負傷した[10][11][12]。